# Diego Vicencio de Vidania
Diego Vicencio de Vidania Broto (Huesca, bautizado el 5 de octubre de 1644-Nápoles, 18 de agosto de 1732) fue un religioso, jurisconsulto e historiador español, cronista mayor de Aragón.

## Biografía
Probablemente fue hijo único del notario Diego Antonio Vidania y de Inés Josefa de Broto y Santapau. El padre falleció cuando Vidania tenía tres años, momento a partir del cual la madre se encargó de los negocios familiares. Vidania estudió Derecho en la Universidad de Huesca, donde se licenció como bachiller en 1663 y como licenciado y doctor en leyes en 1667, además de licenciarse como bachiller en cánones en 1668. Se quedó un tiempo en la universidad, ejerciendo una sustitución en Cátedra de Código durante dos meses en el curso de 1666-1667, de rector en 1667-1668, catedrático de Digesto Viejo en 1667-1668 y de Sexto en 1668-1669. Durante esos años se relacionó con el círculo intelectual en torno a Vincencio Juan de Lastanosa.
Se casó con Teresa Insausti, hija de un jurado zaragozano, y se trasladó a Zaragoza y Madrid durante un tiempo, donde fue consultor del Santo Oficio. En 1679 escribía: «Protesto que muero y quiero morir católico bajo la obediencia de la santa fe de Cristo y sus Pontífices Romanos», indicando ya su religiosidad. Poco después fallecía su esposa, sin descendencia, y Vidania, muy afectado, se ordenó sacerdote.
En 1684 fue nombrado fiscal de la Inquisición en Barcelona y en 1686 inquisidor de Sicilia. Informó desde Roma al Inquisidor General en Madrid del proceso de la inquisición romana contra Miguel de Molinos. De Molina dice que es un hombre «modesto y virtuoso» aunque «de mediano ingenio», y se lamenta de que el Molinismo haya degenerado en algunos casos en superchería.
En 1689 fue nombrado capellán mayor del Reino de Nápoles. En 1699 regresó a Sicilia a investigar el caso de la muerte de varios cabecillas ordenada por la inquisición con el pretexto de salvaguardar la tranquilidad de la Isla. El 30 de enero de 1700 fue nombrado consejero de la Suprema ad honorem por Baltasar de Mendoza y Sandoval, inquisidor general. En 1702 regresó a Nápoles, donde se relacionó con los intelectuales de la época, entre ellos el aragonés Félix Espinosa y Malo y los napolitanos Agostino Ariani, Doménico Aulisio, Luca Porzio y sobre todo con Giambattista Vico, con quien le unía una buena amistad.
Defendió frente a Roma las regalías napolitanas. En 1707 fue excomulgado por Clemente XI. Mantuvo su cargo de capellán hasta casi su muerte, renunciando poco antes ante el alivio del nuncio. Falleció el 18 de agosto de 1732 en Nápoles, siendo sepultado en la iglesia de Santa Anna de Palazzo de la ciudad.

## Obra
La obra de Vidania es muy diversa. Escribió sobre genealogía, teología moral, derecho romano e historia. Quizás su obra más interesante sea un tratado inédito de derecho natural, redactado en Barcelona en 1712, muy influenciado por autores no católicos como Guillermo  y Hugo Grocio.
- Disertación histórica de la patria del invencible martir San Lorenzo [...] (Zaragoza, 1672)
- Oración panegírica por la admisión de don Jaime Félix Mezquita [...] (Zaragoza, 1673)
- Elogio al mérito de don Vicencio Juan de Lastanosa [...] (Zaragoza, 1681)
- Carta dirigida a Vicencio Juan de Lastanosa (Huesca, 20 de mayo de 1681)
- Triunfos christianos del mahometismo vencido, en Cinco discursos académicos (Madrid, 1684)
- Inocencio XI. Echo-Paranomasticum anagrammaticum, cronologicum elogium
- Al Rey Nuestro Señor Don Francisco de Benavides [...] representa los servicios heredados y propios y los de sus hijos [...], la antigüedad de su casa y las incorporadas en ella (Nápoles, 1696)
- Teatro de las Españas citerior y ulterior, tarraconense, Bética y Lusitania. Su historia sagrada, profana, geográfica, crográfica, genealógica, heráldica. Por orden alfabético
- «Prólogo» de Ocios Morales (Zaragoza, 1693)
- Annales del Reinado de Don Phelipe III
- Anales de las Españas desde el Diluvio hasta [...] don Carlos Segundo nuestro Rey y Señor
- Fasti legales opus
- De abusu poenitentiae
- El Derecho natural innato en las mentes de los hombres, y sus efectos (1712)